# Punta della Cappella
La Punta della Cappella (en corse Punta di a Cappedda) est un sommet montagneux du massif du Monte Incudine, en Corse. Avec ses 2 041 mètres d'altitude, elle constitue le plus haut sommet des bassins versants du Taravo et de l'Abatesco.

## Géographie
La Punta della Cappella est située à la limite des communes de Palneca et d'Isolaccio-di-Fiumorbo dont elle est le point culminant, au cœur du parc naturel régional de Corse. Dominant la haute vallée du Taravo et le col de Verde (distant de 5 kilomètres au nord-ouest), elle se trouve sur la ligne de partage des eaux de la Corse.
Le sommet est, avec le Monte Formicula, la cime majeure de la partie septentrionale du massif du Monte Incudine. Il s'agit du plus haut sommet d'un chaînon orienté sud-nord s'étendant depuis la Bocca di l'Agnone (à proximité du plateau du Coscione) jusqu'au défilé de l'Inzecca (en moyenne vallée du Fiumorbo).

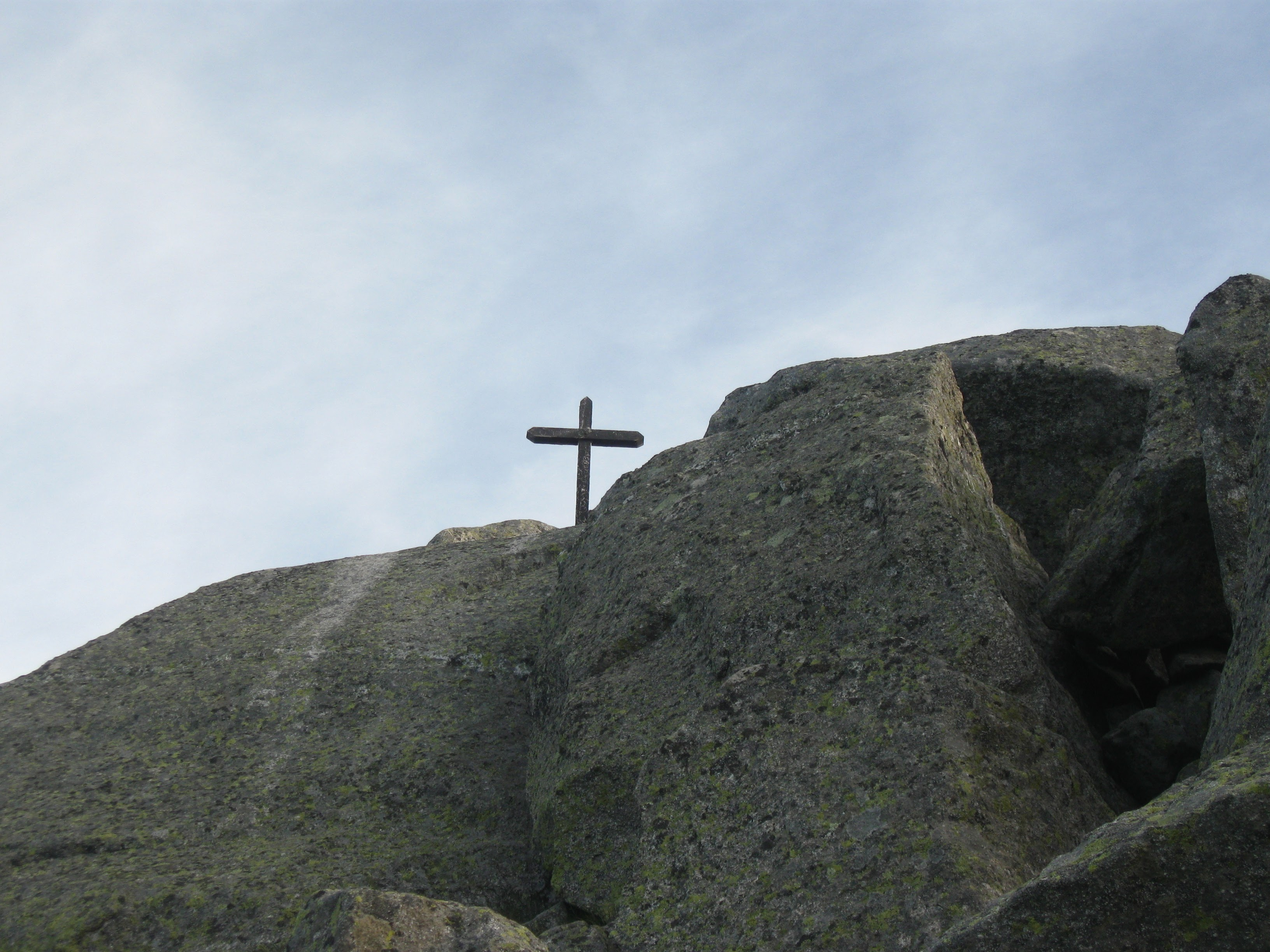
Croix sommitale de la Punta della Cappella.